# 반도 (영화)
《반도》(半島)는 2020년 7월 15일에 개봉한 대한민국의 좀비 아포칼립스를 주제로 한 영화로, 《부산행》(2016)의 작중 사건이 일어난 시점 이후 4년 뒤의 폐허가 된 대한민국의 이야기를 다룬 속편이다. 감독은 전작의 연상호가 그대로 맡으며 강동원, 이정현, 이레, 권해효, 김민재, 구교환이 새로 캐스팅되었다. 2020년 칸 영화제에 공식 초청되었다.

## 출연진
- 강동원 : 한정석 역[1]
- 이정현 : 민정 역[1]
- 이레 : 준 역[1]
- 권해효 : 김노인 역[1]
- 김민재 : 황태수 중사 역[1]
- 구교환 : 서상훈 대위 역[1]
- 이예원 : 유진 역[1]
- 문우진 : 구동환 역[1]
- 황연희 : 택시녀 역[1]
- 김단비 : 좀비 42 역[1]
- 김윤도 : 좀비 01 역[1]
- 김예솔 : 좀비 28 역[1]
- 장소연 : 정석 누나 역
- 김희진 : 좀비 40 역[1]
- 조용환 : LED 군인 역[1]
- 하길현 : 좀비 24 역[1]
- 이보영[1]
- 남상우 : 좀비 11 역[1]
- 벨라 라힘 : UN군 제인 소령 역[1]

## 줄거리
부산행 4년 후, 최후의 안전지역이였던 부산마저 좀비들에게 함락되면서 대한민국 모든 지역은 폐허가 되었다. 그런데 어느 피난선에서 홍콩으로 가는 도중 좀비가 발견되면서 이를 심각하게 본 이웃 국가들은 더 이상 좀비 바이러스가 연결고리가 되지 못하도록 한국 출신 피난민들을 더는 받지 않게 하면서 대한민국은 고립하게 된다. 그로부터 4년 후 홍콩에서 피난생활를 하고 있는 전직 군인(특수부대 대위) 출신 정석 외 3인은 인천에 있는 2000만 달러가 있는 트럭을 가져오면 1인당 250만 달러씩 준다고 하자 인천으로 간다. 트럭까지 무사히 접근했으나, 좀비와 631부대로 인해 일행 4인 가운데 1인은 사고로 죽고 1인은 631부대에 살해 당한다. 그리고 마지막 남은 1인 철민은 631부대에 끌려가게 되었다. 그러나 정석은 민정 일행에게 구출되었다. 민정 일행을 따라간 정석은 그 곳에서 김노인을 만났는데 김노인은 매일 '제인 소령'과 교신을 시도하며 민정에게도 배터리를 구해오라고 시켰다.
철민은 631부대에 잡혀 목숨을 담보로 631부대의 좀비로부터 살아남는 게임의 놀잇감이 되었다. 631부대의 실상은 서대위를 바지사장으로 삼고 황중사가 실권을 휘두르고 있었다.
정석, 민정, 준, 유진, 김 노인은 달러가 있는 트럭을 가져오면 대한민국을 탈출 할 수 있다는 말을 듣고 631부대로 출발했다. 정석과 민정만 631부대로 침입했고, 나머지는 차에서 대기했다.
631부대에서 철민과 함께 탈출하던 중 철민은 결국 총에 맞아 죽었다. 돈이 든 트럭을 타고 도망쳤고, 준이 타고 있던 차도 따라왔다. 그러자 631부대도 무섭게 따라왔으나 결국 쫓다가 사고로 죽거나 좀비가 된다. 황중사도 좀비가 되었다.
트럭은 인천항에 도착했으나, 631부대의 서 대위가 준이의 머리에 총을 들고 협박하고 김 노인의 등에 총을 쏴 결국 김 노인은 죽고 현금 수송 트럭은 서 대위의 것이 되었다. 김노인의 정체는 사단장으로 계급은 소장이다. 즉 서대위는 프레깅을 저지른 것이다. 서 대위는 트럭을 몰고 배에 탔으나, 배의 선장이 서 대위에게 총을 쐈다. 서 대위는 죽기 일보 직전에 마지막 힘으로 트럭을 후퇴시켜 배의 문이 닫히지 않게 만들어서 배에 좀비들을 들여보냈고 결국 배에 좀비들이 들어왔다.
정석, 민정, 준이, 유진은 살아남았으나, 민정의 다리에 총상이 있었다. 그때 UN군 헬기가 도착해 정석, 민정, 준이, 유진은 UN군이 있는 곳으로 달려갔다. 그 UN군 헬기의 지휘관은 놀랍게도 김 노인이 미친듯이 찾아 헤맸던 바로 그 '제인 소령'이다. 정석, 준이, 유진은 무사히 도착했으나, 민정은 제대로 뛰지 못해 좀비들에게 둘려싸이게 되었다.
그때 정석이 민정을 구하러 가고, 민정도 남은 힘으로 좀비들에게서 달아나 모두 UN군 헬기에 탑승해서 인천항에서 벗어났다.

## 평가
- 네이버 영화 : 8.25[5][6]
- 다음 영화 : 6[7][8]

7점
종말 이후 반도 풍경에 관한 유력한 상상, 인천행 매드맥스 트럭에 오르다— 김혜리, 씨네21

6점
카 체이싱의 아드레날린으로 달려들고, 가족 신파로 엉겨 붙는다— 허남웅, 씨네21

7점
현실의 코로나와 난민 이슈로 설득력 입는 K-아포칼립스— 임수현, 씨네21

6점
폭발하는 규모는 괜찮지만, 캐릭터와 캐스팅이 약하다— 이용철, 씨네21

6점
웅장하고 야심만만하지만, 사소하고 영화적인 순간은 없다— 배동미, 씨네21

5점
액션도 청승도 한껏— 박평식, 씨네21

6점
질주하는 소녀와 미쳐버린 남자의 잔상— 김소미, 씨네21

2020년 7월 17일 기준 영화 평점은 5점~8점을 기록했다.

## 수상 목록
- 2020년 제40회 한국영화평론가협회상 기술상 (반도)
- 2020년 제40회 한국영화평론가협회상 촬영상 (반도, 이형덕외 1명)
- 2021년 제26회 춘사영화제 기술상 (이목원, 유청, 박준영)

## 같이 보기
- 부산행
- 서울역